# Liatris macdanieliana
Liatris macdanieliana là một loài thực vật có hoa trong họ Cúc. Loài này được J.R.Allison mô tả khoa học đầu tiên năm 2001.